# Olaszország az 1960. évi nyári olimpiai játékokon
Olaszország a Rómában megrendezett 1960. évi nyári olimpiai játékok házigazda nemzeteként vett részt a versenyeken. Az országot az olimpián 19 sportágban 280 sportoló képviselte, akik összesen 36 érmet szereztek.

## Érmesek
| Érem  | Versenyző | Sportág       | Versenyszám                    |
| ----- | --- | ------------- | ------------------------------ |
| Arany | Livio Berruti | Atlétika      | Férfi 200 m                    |
| Arany | Antonio Bailetti Ottavio Cogliati Giacomo Fornoni Livio Trapé | Kerékpározás  | Férfi csapat időfutam          |
| Arany | Sante Gaiardoni | Kerékpározás  | Férfi egyéni sprint            |
| Arany | Sante Gaiardoni | Kerékpározás  | Férfi egyéni időfutam          |
| Arany | Sergio Bianchetto Giuseppe Beghetto | Kerékpározás  | Férfi kétüléses tandem         |
| Arany | Luigi Arienti Franco Testa Mario Vallotto Marino Vigna | Kerékpározás  | Férfi csapat üldözőverseny     |
| Arany | Raimondo D'Inzeo | Lovaglás      | Egyéni díjugratás              |
| Arany | Francesco Musso | Ökölvívás     | Pehelysúly                     |
| Arany | Nino Benvenuti | Ökölvívás     | Váltósúly                      |
| Arany | Franco De Piccoli | Ökölvívás     | Nehézsúly                      |
| Arany | Giuseppe Delfino | Vívás         | Férfi párbajtőr, egyéni        |
| Arany | Giuseppe Delfino Edoardo Mangiarotti Fiorenzo Marini Carlo Pavesi Alberto Pellegrino Gianluigi Saccaro | Vívás         | Férfi párbajtőr, csapat        |
| Arany | Nemzeti válogatott Amedo Ambron Danio Bardi Giuseppe D’Altrui Salvatore Gionta Giancarlo Guerrini Franco Lavoratori Gianni Lonzi Luigi Mannelli Rosario Parmegiani Eraldo Pizzo Dante Rossi Brunello Spinelli | Vízilabda     | Férfi                          |
| Ezüst | Tullio Baraglia Renato Bosatta Giancarlo Crosta Giuseppe Galante | Evezés        | Férfi kormányos nélküli négyes |
| Ezüst | Aldo Dezi Francesco La Macchia | Kajak-kenu    | Férfi kenu kettes 1000 m       |
| Ezüst | Livio Trapé | Kerékpározás  | Férfi mezőnyverseny            |
| Ezüst | Piero D'Inzeo | Lovaglás      | Egyéni díjugratás              |
| Ezüst | Primo Zamparini | Ökölvívás     | Harmatsúly                     |
| Ezüst | Sandro Lopopolo | Ökölvívás     | Könnyűsúly                     |
| Ezüst | Carmelo Bossi | Ökölvívás     | Nagyváltósúly                  |
| Ezüst | Galliano Rossini | Sportlövészet | Férfi trap                     |
| Ezüst | Giovanni Carminucci | Torna         | Férfi korlát                   |
| Ezüst | Aldo Aureggi Luigi Carpaneda Mario Curletto Edoardo Mangiarotti Alberto Pellegrino | Vívás         | Férfi tőr, csapat              |
| Bronz | Abdon Pamich | Atlétika      | Férfi 50 km gyaloglás          |
| Bronz | Giuseppina Leone | Atlétika      | Női 100 m                      |
| Bronz | Fulvio Balatti Romano Sgheiz Ivo Stefanoni Franco Trincavelli Giovanni Zucchi | Evezés        | Férfi kormányos négyes         |
| Bronz | Valentino Gasparella | Kerékpározás  | Férfi egyéni sprint            |
| Bronz | Piero D'Inzeo Raimondo D'Inzeo Antonio Oppes | Lovaglás      | Csapat díjugratás              |
| Bronz | Giulio Saraudi | Ökölvívás     | Félnehézsúly                   |
| Bronz | Sebastiano Mannironi | Súlyemelés    | 60 kg                          |
| Bronz | Franco Menichelli | Torna         | Férfi talaj                    |
| Bronz | Giovanni Carminucci Pasquale Carminucci Gianfranco Marzolla Franco Menichelli Orlando Polmonari Angelo Vicardi                                                                                                | Torna         | Férfi csapat összetett         |
| Bronz | Antonio Ciciliano Antonio Cosentino Giulio De Stefano | Vitorlázás    | Sárkányhajó                    |
| Bronz | Wladimiro Calarese | Vívás         | Férfi kard, egyéni             |
| Bronz | Giampaolo Calanchini Wladimiro Calarese Pierluigi Chicca Roberto Ferrari Mario Ravagnan | Vívás         | Férfi kard, csapat             |
| Bronz | Irene Camber Velleda Cesari Bruna Colombetti Claudia Pasini Antonella Ragno | Vívás         | Női tőr, csapat                |

## Atlétika
Férfi
| Versenyző                                                           | Versenyszám     | Előfutam | Előfutam | Negyeddöntő | Negyeddöntő | Elődöntő | Elődöntő | Döntő         | Döntő         |
| Versenyző                                                           | Versenyszám     | Idő      | Hely.    | Idő         | Hely.       | Idő      | Hely.    | Idő           | Helyezés      |
| ------------------------------------------------------------------- | --------------- | -------- | -------- | ----------- | ----------- | -------- | -------- | ------------- | ------------- |
| Livio Berruti                                                       | 200 m           | 21,0     | 1.       | 20,8        | 1.          | 20,5     | 1.       | 20,5          |               |
| Salvatore Giannone                                                  | 200 m           | 21,5     | 2.       | 21,8        | 7.          | kiesett  | kiesett  | kiesett       | kiesett       |
| Armando Sardi                                                       | 200 m           | 21,6     | 3.       | kiesett     | kiesett     | kiesett  | kiesett  | kiesett       | kiesett       |
| Giuseppe Bommarito                                                  | 400 m           | 48,6     | 3.       | 47,5        | 5.          | kiesett  | kiesett  | kiesett       | kiesett       |
| Gianfranco Baraldi                                                  | 800 m           | 1:52,0   | 5.       | kiesett     | kiesett     | kiesett  | kiesett  | kiesett       | kiesett       |
| Alfredo Rizzo                                                       | 1500 m          | 3:47,3   | 8.       |             |             |          |          | kiesett       | kiesett       |
| Luigi Conti                                                         | 5000 m          | 14:01,6  | 2.       |             |             |          |          | 14:34,0       | 12.           |
| Franco Antonelli                                                    | 10 000 m        |          | 30:47,4  | 27.         |             |          |          |               |               |
| Giovanni Cornacchia                                                 | 110 m gát       | 14,6     | 3.       | 14,5        | 4.          | kiesett  | kiesett  | kiesett       | kiesett       |
| Nereo Svara                                                         | 110 m gát       | 14,9     | 3.       | 14,4        | 3.          | 14,3     | 4.       | kiesett       | kiesett       |
| Paolo Zamboni                                                       | 110 m gát       | 14,7     | 4.       | 14,9        | 6.          | kiesett  | kiesett  | kiesett       | kiesett       |
| Elio Catola                                                         | 400 m gát       | 51,8     | 4.       |             | 52,3        | 5.       | kiesett  | kiesett       |               |
| Moreno Martini                                                      | 400 m gát       | 52,1     | 2.       |             | 52,4        | 7.       | kiesett  | kiesett       |               |
| Salvatore Morale                                                    | 400 m gát       | 52,0     | 2.       |             | 51,3        | 4.       | kiesett  | kiesett       |               |
| Silvio De Florentiis                                                | Maraton         |          |          |             |             |          |          | 2:31:54,0     | 38.           |
| Francesco Perrone                                                   | Maraton         |          |          |             |             |          |          | 2:31:32,0     | 37.           |
| Vito Di Terlizzi                                                    | Maraton         |          |          |             |             |          |          | nem ért célba | nem ért célba |
| Gianni Corsaro                                                      | 20 km gyaloglás |          |          |             |             |          |          | 1:46:47,2     | 26.           |
| Luigi De Rosso                                                      | 20 km gyaloglás |          |          |             |             |          |          | 1:45:04,2     | 22.           |
| Stefano Serchinic                                                   | 20 km gyaloglás |          |          |             |             |          |          | 1:43:58,6     | 21.           |
| Antonio De Gaetano                                                  | 50 km gyaloglás |          |          |             |             |          |          | 4:41:01,6     | 10.           |
| Giuseppe Dordoni                                                    | 50 km gyaloglás |          |          |             |             |          |          | 4:33:27,2     | 7.            |
| Abdon Pamich                                                        | 50 km gyaloglás |          |          |             |             |          |          | 4:27:55,4     |               |
| Armando Sardi Pier Giorgio Cazzola Salvatore Giannone Livio Berruti | 4 × 100 m váltó | 40,0     | 1.       |             | 40,2        | 2.       | 40,2     | 4.            |               |
| Giuseppe Bommarito Mario Fraschini Nereo Fossati Renato Panciera    | 4 × 400 m váltó | 3:09,8   | 3.       |             | 3:07,7      | 4.       | kiesett  | kiesett       |               |

| Versenyző        | Versenyszám   | Selejtező                | Selejtező                | Döntő                    | Döntő                    |
| Versenyző        | Versenyszám   | Eredmény                 | Helyezés                 | Eredmény                 | Helyezés                 |
| ---------------- | ------------- | ------------------------ | ------------------------ | ------------------------ | ------------------------ |
| Attilio Bravi    | Távolugrás    | 757 cm                   | 8.                       | 747 cm                   | 10.                      |
| Luigi Ulivelli   | Távolugrás    | érvényes kísérlet nélkül | érvényes kísérlet nélkül | kiesett                  | kiesett                  |
| Federico Bisson  | Hármasugrás   | 14,76 m                  | 27.                      | kiesett                  | kiesett                  |
| Enzo Cavalli     | Hármasugrás   | 15,48 m                  | 16.                      | kiesett                  | kiesett                  |
| Pier Luigi Gatti | Hármasugrás   | 15,66 m                  | 10.                      | érvényes kísérlet nélkül | érvényes kísérlet nélkül |
| Silvano Meconi   | Súlylökés     | 17,08 m                  | 9.                       | 16,73 m                  | 13.                      |
| Adolfo Consolini | Diszkoszvetés | 52,38 m                  | 20.                      | 52,44 m                  | 17.                      |
| Franco Grossi    | Diszkoszvetés | 50,43 m                  | 29.                      | kiesett                  | kiesett                  |
| Carmelo Rado     | Diszkoszvetés | 52,98 m                  | 15.                      | 54,00 m                  | 7.                       |
| Carlo Lievore    | Gerelyhajítás | 74,82 m                  | 11.                      | 75,21 m                  | 9.                       |

| Versenyző           | Versenyszám | 100 m | 100 m | Távolugrás | Távolugrás | Súlylökés | Súlylökés | Magasugrás | Magasugrás | 400 m | 400 m | 110 m gát | 110 m gát | Diszkoszvetés | Diszkoszvetés | Rúdugrás | Rúdugrás | Gerelyhajítás | Gerelyhajítás | 1500 m | 1500 m | Végeredmény | Végeredmény |
| Versenyző           | Versenyszám | Idő   | Pont  | Eredmény   | Pont       | Eredmény  | Pont      | Eredmény   | Pont       | Idő   | Pont  | Idő       | Pont      | Eredmény      | Pont          | Eredmény | Pont     | Eredmény      | Pont          | Idő    | Pont   | Pont        | Helyezés    |
| ------------------- | ----------- | ----- | ----- | ---------- | ---------- | --------- | --------- | ---------- | ---------- | ----- | ----- | --------- | --------- | ------------- | ------------- | -------- | -------- | ------------- | ------------- | ------ | ------ | ----------- | ----------- |
| Luciano Paccagnella | Tízpróba    | 11,8  | 650   | 673 cm     | 704        | 14,18 m   | 788       | 180 cm     | 770        | 54,3  | 565   | 15,7      | 652       | 45,67 m       | 797           | 360 cm   | 556      | 48,60 m       | 503           | 4:55,4 | 294    | 6279        | 13.         |
| Franco Sar          | Tízpróba    | 11,4  | 768   | 669 cm     | 692        | 13,89 m   | 759       | 180 cm     | 770        | 51,3  | 751   | 14,7      | 894       | 49,58 m       | 935           | 380 cm   | 645      | 55,74 m       | 641           | 4:49,2 | 340    | 7195        | 6.          |

Női
| Versenyző                                                     | Versenyszám     | Előfutam | Előfutam | Negyeddöntő | Negyeddöntő | Elődöntő | Elődöntő | Döntő   | Döntő    |
| Versenyző                                                     | Versenyszám     | Idő      | Hely.    | Idő         | Hely.       | Idő      | Hely.    | Idő     | Helyezés |
| ------------------------------------------------------------- | --------------- | -------- | -------- | ----------- | ----------- | -------- | -------- | ------- | -------- |
| Giuseppina Leone                                              | 100 m           | 11,7     | 1.       | 12,0        | 1.          | 11,6     | 2.       | 11,3    |          |
| Giuseppina Leone                                              | 200 m           | 23,7     | 1.       |             | 24,5        | 1.       | 24,9     | 6.      |          |
| Gilda Jannaccone                                              | 800 m           | 2:13,6   | 5.       |             |             |          |          | kiesett | kiesett  |
| Letizia Bertoni                                               | 80 m gát        | 11,4     | 3.       |             | kiesett     | kiesett  | kiesett  | kiesett |          |
| Letizia Bertoni Sandra Valenti Piera Tizzoni Giuseppina Leone | 4 × 100 m váltó | 46,6     | 3.       |             |             |          |          | 45,6    | 5.       |

| Versenyző            | Versenyszám   | Selejtező | Selejtező | Döntő    | Döntő    |
| Versenyző            | Versenyszám   | Eredmény  | Helyezés  | Eredmény | Helyezés |
| -------------------- | ------------- | --------- | --------- | -------- | -------- |
| Marinella Bortoluzzi | Magasugrás    | 155 cm    | 19.       | kiesett  | kiesett  |
| Piera Tizzoni        | Távolugrás    | 565 cm    | 21.       | kiesett  | kiesett  |
| Paola Paternoster    | Diszkoszvetés | 43,11 m   | 20.       | kiesett  | kiesett  |
| Elivia Ricci         | Diszkoszvetés | 45,86 m   | 15.       | kiesett  | kiesett  |

## Birkózás
Kötöttfogású
| Versenyző           | Versenyszám | 1. forduló                     | 1. forduló | 1. forduló | 2. forduló                          | 2. forduló | 2. forduló | 3. forduló                        | 3. forduló | 3. forduló | 4. forduló                  | 4. forduló | 4. forduló | 5. forduló        | 5. forduló | 5. forduló | 6. forduló                         | 6. forduló | 6. forduló | Döntő                          | Döntő   | Döntő   | Helyezés |
| Versenyző           | Versenyszám | Ellenfél Eredmény              | Pont       | Hely.      | Ellenfél Eredmény                   | Pont       | Hely.      | Ellenfél Eredmény                 | Pont       | Hely.      | Ellenfél Eredmény           | Pont       | Hely.      | Ellenfél Eredmény | Pont       | Hely.      | Ellenfél Eredmény                  | Pont       | Hely.      | Ellenfél Eredmény              | Pont    | Hely.   | Helyezés |
| ------------------- | ----------- | ------------------------------ | ---------- | ---------- | ----------------------------------- | ---------- | ---------- | --------------------------------- | ---------- | ---------- | --------------------------- | ---------- | ---------- | ----------------- | ---------- | ---------- | ---------------------------------- | ---------- | ---------- | ------------------------------ | ------- | ------- | -------- |
| Ignazio Fabra       | 52 kg       | Friedrich Stange (EUA) · 1-3   | 1          | =4.        | Takashi Hirata (JPN) · 1-3          | 2          | =2.        | Maurice Mewis (BEL) · 1-3         | 3          | =2.        | Bengt Frännfors (SWE) · 2-2 | 5          | =3.        |                   |            |            |                                    |            |            | Dumitru Pîrvulescu (ROU) · 3-1 | 8       | =5.     | 5.       |
| Gilberto Gramellini | 57 kg       | Bernard Knitter (POL) · 1-3    | 1          | =6.        | Richard Debrunner (SUI) · kétvállas | 1          | =2.        | Hódos Imre (HUN) · 2-2            | 3          | =4.        | Ion Cernea (ROU) · 3-1      | 6          | =9.        | kiesett           | kiesett    | kiesett    |                                    |            |            | kiesett                        | kiesett | kiesett | 9.       |
| Umberto Trippa      | 62 kg       | Roger Mannhard (FRA) · 1-3     | 1          | =6.        | Johann Marte (AUT) · 1-3            | 2          | =6.        | Rudolf Pedersen (DEN) · kétvállas | 2          | =3.        | Spas Penev (BUL) · 1-3      | 3          | =3.        | erőnyerő          | 3          | 2.         | Konsztantyin Virupajev (URS) · 3-1 | 6          | =3.        | kiesett                        | kiesett | kiesett | 4.       |
| Mario De Silva      | 67 kg       | Avtandil Koridse (URS) · 3-1   | 3          | =13.       | Karel Matoušek (TCH) · 3-1          | 6          | =18.       | kiesett                           | kiesett    | kiesett    | kiesett                     | kiesett    | kiesett    | kiesett           | kiesett    | kiesett    |                                    |            |            | kiesett                        | kiesett | kiesett | 17.      |
| Franco Benedetti    | 73 kg       | Robert Clark (AUS) · 1-3       | 1          | =5.        | René Schiermeyer (FRA) · 2-2        | 3          | =8.        | Matti Laakso (FIN) · 3-1          | 6          | =12.       | kiesett                     | kiesett    | kiesett    | kiesett           | kiesett    | kiesett    | kiesett                            | kiesett    | kiesett    | kiesett                        | kiesett | kiesett | 12.      |
| Marziano Magnani    | 79 kg       | Kazım Ayvaz (TUR) · 3-1        | 3          | =16.       | Lothar Metz (EUA) · 3-1             | 6          | =15.       | kiesett                           | kiesett    | kiesett    | kiesett                     | kiesett    | kiesett    | kiesett           | kiesett    | kiesett    | kiesett                            | kiesett    | kiesett    | kiesett                        | kiesett | kiesett | 15.      |
| Antonio Cerroni     | 87 kg       | Piti Péter (HUN) · 3-1         | 3          | =10.       | Włodzimierz Smoliński (POL) · 3-1   | 6          | =12.       | kiesett                           | kiesett    | kiesett    | kiesett                     | kiesett    | kiesett    | kiesett           | kiesett    | kiesett    |                                    |            |            | kiesett                        | kiesett | kiesett | 12.      |
| Adelmo Bulgarelli   | +87 kg      | Radoszlav Kaszabov (BUL) · 3-1 | 3          | =7.        | Dale Lewis (USA) · kétvállas        | 3          | =5.        | Kozma István (HUN) · 3-1          | 6          | 7.         |                             |            |            |                   |            |            |                                    |            |            | kiesett                        | kiesett | kiesett | 7.       |

Szabadfogású
| Versenyző          | Versenyszám | 1. forduló                           | 1. forduló | 1. forduló | 2. forduló                              | 2. forduló | 2. forduló | 3. forduló                                | 3. forduló | 3. forduló | 4. forduló                          | 4. forduló | 4. forduló | 5. forduló                               | 5. forduló | 5. forduló | 6. forduló        | 6. forduló | 6. forduló | Döntő             | Döntő   | Döntő   | Helyezés |
| Versenyző          | Versenyszám | Ellenfél Eredmény                    | Pont       | Hely.      | Ellenfél Eredmény                       | Pont       | Hely.      | Ellenfél Eredmény                         | Pont       | Hely.      | Ellenfél Eredmény                   | Pont       | Hely.      | Ellenfél Eredmény                        | Pont       | Hely.      | Ellenfél Eredmény | Pont       | Hely.      | Ellenfél Eredmény | Pont    | Hely.   | Helyezés |
| ------------------ | ----------- | ------------------------------------ | ---------- | ---------- | --------------------------------------- | ---------- | ---------- | ----------------------------------------- | ---------- | ---------- | ----------------------------------- | ---------- | ---------- | ---------------------------------------- | ---------- | ---------- | ----------------- | ---------- | ---------- | ----------------- | ------- | ------- | -------- |
| Carlo Vitrano      | 52 kg       | Paul Neff (EUA) · 3-1                | 3          | =10.       | erőnyerő                                | 3          | =7.        | Nikola Vasilev Dimitrov (BUL) · kétvállas | 7          | 10.        | kiesett                             | kiesett    | kiesett    | kiesett                                  | kiesett    | kiesett    | kiesett           | kiesett    | kiesett    | kiesett           | kiesett | kiesett | 10.      |
| Luigi Chinazzo     | 57 kg       | Im Gwang-Jae (KOR) · 1-3             | 1          | =6.        | Tadashi Asai (JPN) · kétvállas          | 5          | =13.       | Dermot Dunne (IRL) · kétvállas            | 5          | =8.        | Nezsdet Zalev (BUL) · 3-1           | 8          | 8.         | kiesett                                  | kiesett    | kiesett    |                   |            |            | kiesett           | kiesett | kiesett | 8.       |
| Angelo Gelsomini   | 62 kg       | Louis Giani (USA) · kétvállas        | 4          | =18.       | Gang Jeong-Ho (KOR) · 3-1               | 7          | =21.       | kiesett                                   | kiesett    | kiesett    | kiesett                             | kiesett    | kiesett    | kiesett                                  | kiesett    | kiesett    | kiesett           | kiesett    | kiesett    | kiesett           | kiesett | kiesett | 21.      |
| Garibaldo Nizzola  | 67 kg       | Amir Jan Khalunder (AFG) · kétvállas | 0          | =1.        | Horst Bergmann (EUA) · 1-3              | 1          | =1.        | Hayrullah Şahinkaya (TUR) · 2-2           | 3          | =3.        | Kazuo Abe (JPN) · kétvállas         | 3          | 2.         | Vlagyimir Szinyavszkij (URS) · kétvállas | 7          | 6.         |                   |            |            | kiesett           | kiesett | kiesett | 6.       |
| Gaetano De Vescovi | 73 kg       | Juan Flores (MEX) · 1-3              | 1          | =7.        | Choi Myeong-Jong (KOR) · kétvállas      | 1          | =3.        | Yutaka Kaneko (JPN) · kétvállas           | 1          | 2.         | Imam-Ali Habibi (IRI) · 3-1         | 4          | =4.        | Muhammed Bashir (PAK) · 3-1              | 7          | =4.        |                   |            |            | kiesett           | kiesett | kiesett | 4.       |
| Germano Caraffini  | 79 kg       | Ed DeWitt (USA) · 3-1                | 3          | 12.        | Madho Singh (IND) · kétvállas           | 7          | =15.       | kiesett                                   | kiesett    | kiesett    | kiesett                             | kiesett    | kiesett    |                                          |            |            |                   |            |            | kiesett           | kiesett | kiesett | 15.      |
| Antonio Marcucci   | 87 kg       | Sajan Singh (IND) · 3-1              | 3          | =11.       | Ghulam Mohiddin Gunga (AFG) · kétvállas | 3          | 9.         | Viking Palm (SWE) · 3-1                   | 6          | =10.       | kiesett                             | kiesett    | kiesett    | kiesett                                  | kiesett    | kiesett    |                   |            |            | kiesett           | kiesett | kiesett | 10.      |
| Pietro Marascalchi | +87 kg      | erőnyerő                             | 0          | =1.        | Kaoru Ishiguro (JPN) · kétvállas        | 0          | =1.        | Lucjan Sosnowski (POL) · kétvállas        | 0          | =1.        | Szavkuz Dzaraszov (URS) · kétvállas | 4          | 4.         | Wilfried Dietrich (EUA) · kétvállas      | 8          | 4.         |                   |            |            | kiesett           | kiesett | kiesett | 4.       |

## Evezés
| Versenyző | Versenyszám              | Előfutam | Előfutam | Vigaszág | Vigaszág | Elődöntő | Elődöntő | Döntő   | Döntő   | Helyezés    |
| Versenyző | Versenyszám              | Idő      | Hely.    | Idő      | Hely.    | Idő      | Hely.    | Idő     | Hely.   | Helyezés    |
| --- | ------------------------ | -------- | -------- | -------- | -------- | -------- | -------- | ------- | ------- | ----------- |
| Savino Rebek | Egypárevezős             | 7:29,58  | 1.       | erőnyerő | erőnyerő |          |          | 7:31,09 | 6.      | 6.          |
| Severino Lucini Cesarino Pestuggia | Kétpárevezős             | kizárták | kizárták | 7:08,16  | 4.       |          |          | kiesett | kiesett | helyezetlen |
| Paolo Mosetti Mario Petri | Kormányos nélküli kettes | 7:07,17  | 1.       | erőnyerő | erőnyerő | 7:40,09  | 4.       | kiesett | kiesett | helyezetlen |
| Giancarlo Piretta Renzo Ostino Vincenzo Bruno (kormányos)                                                                                            | Kormányos kettes         | 8:09,20  | 5.       | 7:39,52  | 1.       |          |          | 7:40,92 | 5.      | 5.          |
| Tullio Baraglia Renato Bosatta Giancarlo Crosta Giuseppe Galante                                                                                     | Kormányos nélküli négyes | 6:31,84  | 2.       | 6:37,79  | 1.       |          |          | 6:28,78 | 2.      |             |
| Fulvio Balatti Romano Sgheiz Franco Trincavelli Giovanni Zucchi Ivo Stefanoni (kormányos)                                                            | Kormányos négyes         | 6:40,10  | 1.       | erőnyerő | erőnyerő | 7:02,86  | 1.       | 6:43,72 | 3.      |             |
| Paolo Amorini Vasco Cantarello Gian Carlo Casalini Luigi Prato Vincenzo Prina Nazzareno Simonato Luigi Spozio Armido Torri Giuseppe Pira (kormányos) | Nyolcas                  | 6:09,05  | 3.       | 6:23,83  | 1.       |          |          | 6:12,73 | 6.      | 6.          |

## Gyeplabda
| Olasz férfi gyeplabdacsapat-játékoskeret | Olasz férfi gyeplabdacsapat-játékoskeret |
| --- | --- |
| - Giovanni Anni - Sergio Ballesio - Enrico Bisio - Claudio Candotti - Giampaolo Farci - Luigi Farci - Bruno Figliola - Antonio Lenza - Claudio Libotte | - Tullio Marchiori - Giovanni Mazzalupi - Giampaolo Medda - Quarto Pianesi - Felice Salis - Luciano Soli - Alessandro Vannini - Antonio Vargiu - Ugo Zorco |

### Eredmények
| Színmagyarázat                                                                                           |
| --- |
| A csoportok első két helyezettje bejutott a negyeddöntőbe.                                               |
| A csoportok harmadik helyezettjei a 9–12. helyért, a negyedik helyezettjei a 13–16. helyért játszhattak. |

Csoportkör
C csoport
| Csapat                      | M | Gy | D | V | G+ | G– | Gk  | P |
| --------------------------- | - | -- | - | - | -- | -- | --- | - |
| Kenya (KEN)                 | 3 | 2  | 1 | 0 | 8  | 0  | +8  | 5 |
| Egyesült Német Csapat (EUA) | 3 | 2  | 0 | 1 | 10 | 1  | +9  | 4 |
| Franciaország (FRA)         | 3 | 1  | 1 | 1 | 2  | 5  | –3  | 3 |
| Olaszország (ITA)           | 3 | 0  | 0 | 3 | 0  | 14 | –14 | 0 |

| 1960. augusztus 29. 15:00 | Franciaország (FRA)          | 2 – 0   | Olaszország (ITA) | Stadio dei Marmi Játékvezetők: Bernet (SUI), Harasta (AUT) |
| 1960. augusztus 29. 15:00 | Reynaud 21' · J-P Windal 54' | (1 – 0) |                   | Stadio dei Marmi Játékvezetők: Bernet (SUI), Harasta (AUT) |

| 1960. szeptember 1. 15:00 | Kenya (KEN)                                                                       | 7 – 0   | Olaszország (ITA) | Olympic Velodrome Játékvezetők: Bernet (SUI), Harasta (AUT) |
| 1960. szeptember 1. 15:00 | E. Fernandes 14' · H. Fernandes 17', 64', 65' · Sohal 24', 48' · Pianesi 42' (OG) | (3 – 0) |                   | Olympic Velodrome Játékvezetők: Bernet (SUI), Harasta (AUT) |

| 1960. szeptember 3. 15:00 | Egyesült Német Csapat (EUA)              | 5 – 0   | Olaszország (ITA) | Olympic Velodrome Játékvezetők: de Bourguignon (BEL), Asselman (BEL) |
| 1960. szeptember 3. 15:00 | Keller 24', 43', 45' · Budinger 29', 41' | (2 – 0) |                   | Olympic Velodrome Játékvezetők: de Bourguignon (BEL), Asselman (BEL) |

A 13–16. helyért
| 1960. szeptember 6. 16:30 | Olaszország (ITA) | 1 – 1   | Svájc (SUI)  | Campo Tre Fontane Játékvezetők: Franck (BEL), Matsunawa (JPN) |
| 1960. szeptember 6. 16:30 | Ballesio 6'       | (1 – 1) | Recordon 32' | Campo Tre Fontane Játékvezetők: Franck (BEL), Matsunawa (JPN) |

| 1960. szeptember 10. 15:00 | Olaszország (ITA)         | 2 – 1   | Japán (JPN)  | Olympic Velodrome Játékvezetők: G. Singh (IND), H. Singh (IND) |
| 1960. szeptember 10. 15:00 | Marchiori 21' · Lenza 47' | (1 – 1) | H. Kojima 2' | Olympic Velodrome Játékvezetők: G. Singh (IND), H. Singh (IND) |

| Csapat            | M | Gy | D | V | G+ | G– | Gk | P |
| ----------------- | - | -- | - | - | -- | -- | -- | - |
| Olaszország (ITA) | 2 | 1  | 1 | 0 | 3  | 2  | +1 | 3 |
| Japán (JPN)       | 2 | 1  | 0 | 1 | 6  | 3  | +3 | 2 |
| Svájc (SUI)       | 2 | 0  | 1 | 1 | 2  | 6  | –4 | 1 |

| Csapat            | Helyezés |
| ----------------- | -------- |
| Olaszország (ITA) | 13.      |

## Kajak-kenu
Férfi
| Versenyző                                                    | Versenyszám           | Előfutam | Előfutam | Vigaszág | Vigaszág | Elődöntő | Elődöntő | Döntő   | Döntő    |
| Versenyző                                                    | Versenyszám           | Idő      | Hely.    | Idő      | Hely.    | Idő      | Hely.    | Idő     | Helyezés |
| ------------------------------------------------------------ | --------------------- | -------- | -------- | -------- | -------- | -------- | -------- | ------- | -------- |
| Cesare Zilioli                                               | Kajak egyes 1000 m    | 4:06,58  | 3.       | erőnyerő | erőnyerő | 4:06,36  | 3.       | 4:04,90 | 9.       |
| Lorenzo Cantarello Antonio Rucco                             | Kajak kettes 1000 m   | 3:45,80  | 3.       | erőnyerő | erőnyerő | 3:52,51  | 3.       | 3:44,26 | 9.       |
| Cesare Zilioli Renato Ongari Alberto Schiavi Annibale Berton | Kajak váltó 4 × 500 m | 8:10,76  | 4.       | 8:06,48  | 1.       | 7:59,21  | 4.       | kiesett | kiesett  |
| Danilo Tognon                                                | Kenu egyes 1000 m     | 4:56,58  | 5.       | 5:06,86  | 3.       | 5:04,42  | 4.       | kiesett | kiesett  |
| Aldo Dezi Francesco La Macchia                               | Kenu kettes 1000 m    | 4:29,24  | 2.       | erőnyerő | erőnyerő |          |          | 4:20,77 |          |

Női
| Versenyző                                 | Versenyszám        | Előfutam | Előfutam | Vigaszág | Vigaszág | Elődöntő | Elődöntő | Döntő   | Döntő    |
| Versenyző                                 | Versenyszám        | Idő      | Hely.    | Idő      | Hely.    | Idő      | Hely.    | Idő     | Helyezés |
| ----------------------------------------- | ------------------ | -------- | -------- | -------- | -------- | -------- | -------- | ------- | -------- |
| Alberta Zanardi                           | Kajak egyes 500 m  | 2:17,14  | 2.       | erőnyerő | erőnyerő | 2:15,58  | 2.       | 2:14,31 | 7.       |
| Gabriella Cotta Ramusino Luciana Guindani | Kajak kettes 500 m | 2:05,40  | 4.       | 2:08,85  | 1.       |          |          | 2:02,47 | 7.       |

## Kerékpározás

### Országúti kerékpározás
| Versenyző                                                     | Versenyszám     | Idő             | Helyezés      |
| ------------------------------------------------------------- | --------------- | --------------- | ------------- |
| Antonio Bailetti                                              | Mezőnyverseny   | 4:20:57 (+0:20) | 10.           |
| Vendramino Bariviera                                          | Mezőnyverseny   | nem ért célba   | nem ért célba |
| Giuseppe Tonucci                                              | Mezőnyverseny   | 4:20:57 (+0:20) | 19.           |
| Livio Trapé                                                   | Mezőnyverseny   | 4:20:37 (+0:00) |               |
| Antonio Bailetti Ottavio Cogliati Giacomo Fornoni Livio Trapé | Csapat időfutam | 2:14:33,53      |               |

### Pálya-kerékpározás
Sprintverseny
| Versenyző            | Versenyszám  | 1. forduló                                              | 1. forduló | Vigaszág selejtező   | Vigaszág selejtező | Vigaszág döntő         | Vigaszág döntő | Nyolcaddöntő                                          | Nyolcaddöntő | Vigaszág selejtező                                 | Vigaszág selejtező | Vigaszág döntő             | Vigaszág döntő | Negyeddöntő                           | Elődöntő                             | Döntő                                          | Helyezés |
| Versenyző            | Versenyszám  | Ellenfelek Győztes idő                                  | Hely.      | Ellenfél Győztes idő | Hely.              | Ellenfelek Győztes idő | Hely.          | Ellenfelek Győztes idő                                | Hely.        | Ellenfelek Győztes idő                             | Hely.              | Ellenfél Győztes idő       | Hely.          | Ellenfél Győztes idő                  | Ellenfél Győztes idő                 | Ellenfél Győztes idő                           | Helyezés |
| -------------------- | ------------ | ------------------------------------------------------- | ---------- | -------------------- | ------------------ | ---------------------- | -------------- | ----------------------------------------------------- | ------------ | -------------------------------------------------- | ------------------ | -------------------------- | -------------- | ------------------------------------- | ------------------------------------ | ---------------------------------------------- | -------- |
| Sante Gaiardoni      | Férfi egyéni | Clyde Rimple (BWI) · 11,7                               | 1.         |                      |                    |                        |                | Imants Bodnieks (URS) · Günter Kaslowski (EUA) · 12,0 | 1.           |                                                    |                    |                            |                | Anésio Argenton (BRA) · 11,6, 11,3    | Ron Baensch (AUS) · 11,6, 12,8       | Leo Sterckx (BEL) · 11,1, 11,5                 |          |
| Valentino Gasparella | Férfi egyéni | José María Errandonea (ESP) · Martin McKay (IRL) · 11,7 | 1.         |                      |                    |                        |                | Anésio Argenton (BRA) · Ron Baensch (AUS) · 11,4      | 3.           | Clyde Rimple (BWI) · Borisz Vasziljev (URS) · 11,6 | 1.                 | Mario Vanegas (COL) · 11,4 | 1.             | Antoine Pellegrina (FRA) · 12,0, 11,7 | Leo Sterckx (BEL) · 11,1, 11,3, 11,5 | Bronzmérkőzés · Ron Baensch (AUS) · 12,2, 12,0 |          |

Időfutam
| Versenyző       | Versenyszám  | Idő     | Helyezés |
| --------------- | ------------ | ------- | -------- |
| Sante Gaiardoni | Férfi egyéni | 1:07,27 |          |

Tandem
| Versenyző                           | Versenyszám     | 1. forduló           | Vigaszág selejtező   | Vigaszág döntő       | Negyeddöntő                                                      | Elődöntő                                                   | Döntő                                                                   | Helyezés |
| Versenyző                           | Versenyszám     | Ellenfél Győztes idő | Ellenfél Győztes idő | Ellenfél Győztes idő | Ellenfél Győztes idő                                             | Ellenfél Győztes idő                                       | Ellenfél Győztes idő                                                    | Helyezés |
| ----------------------------------- | --------------- | -------------------- | -------------------- | -------------------- | ---------------------------------------------------------------- | ---------------------------------------------------------- | ----------------------------------------------------------------------- | -------- |
| Giuseppe Beghetto Sergio Bianchetto | Férfi kétüléses | Ellenfél nélkül 10,9 |                      |                      | Egyesült Államok (USA) · Jack Hartman · David Sharp · 10,2, 10,5 | Hollandia (NED) · Rinus Paul · Mees Gerritsen · 10,5, 10,8 | Egyesült Német Csapat (EUA) · Jürgen Simon · Lothar Stäber · 10,7, 10,3 |          |

Üldözőverseny
| Versenyző                                              | Versenyszám  | Selejtező                                                                                                  | Selejtező | Selejtező | Negyeddöntő                                                                                  | Negyeddöntő | Negyeddöntő | Elődöntő                                                                                                  | Elődöntő  | Elődöntő | Döntő | Döntő     | Helyezés |
| Versenyző                                              | Versenyszám  | Ellenfél Idő                                                                                               | Saját idő | Hely.     | Ellenfél Idő                                                                                 | Saját idő   | Hely.       | Ellenfél Idő                                                                                              | Saját idő | Hely.    | Ellenfél Idő                                                                                               | Saját idő | Helyezés |
| ------------------------------------------------------ | ------------ | --- | --------- | --------- | -------------------------------------------------------------------------------------------- | ----------- | ----------- | --- | --------- | -------- | --- | --------- | -------- |
| Luigi Arienti Franco Testa Mario Vallotto Marino Vigna | Férfi csapat | Egyesült Német Csapat (EUA) · Bernd Barleben · Peter Gröning · Manfred Klieme · Siegfried Köhler · 4:40,33 | 4:38,41   | 1.        | Argentína (ARG) · Héctor Acosta · Juan Brotto · Ernesto Contreras · Alberto Trillo · 4:38,17 | 4:29,98     | 1.          | Szovjetunió (URS) · Arnold Belgardt · Leonyid Kolumbet · Sztanyiszlav Moszkvin · Viktor Romanov · 4:33,01 | 4:28,88   | 1.       | Egyesült Német Csapat (EUA) · Bernd Barleben · Peter Gröning · Manfred Klieme · Siegfried Köhler · 4:35,78 | 4:30,90   |          |

## Kosárlabda
| Olasz férfi kosárlabdacsapat-játékoskeret                                                              | Olasz férfi kosárlabdacsapat-játékoskeret                                                                             |
| --- | --- |
| - Mario Alesini - Antonio Calebotta - Achille Canna - Sandro Gamba - Giovanni Gavagnin - Augusto Giomo | - Gianfranco Lombardi - Gianfranco Pieri - Sandro Riminucci - Gianfranco Sardagna - Gabriele Vianello - Paolo Vittori |

### Eredmények
Csoportkör
A csoport
| Csapat                 | M | Gy | V | P+  | P–  | Pk   |
| ---------------------- | - | -- | - | --- | --- | ---- |
| Egyesült Államok (USA) | 3 | 3  | 0 | 320 | 183 | +137 |
| Olaszország (ITA)      | 3 | 2  | 1 | 226 | 247 | –21  |
| Magyarország (HUN)     | 3 | 1  | 2 | 223 | 245 | –22  |
| Japán (JPN)            | 3 | 0  | 3 | 224 | 318 | –94  |

| 1960. augusztus 26. 21:30 | Egyesült Államok (USA) | 88 – 54 | Olaszország (ITA) |  |
| 1960. augusztus 26. 21:30 | (42 – 17)              |         |                   |  |

| 1960. augusztus 27. 23:00 | Olaszország (ITA) | 72 – 67 | Magyarország (HUN) |  |
| 1960. augusztus 27. 23:00 | (40 – 37)         |         |                    |  |

| 1960. augusztus 29. 17:30 | Olaszország (ITA) | 100 – 92 | Japán (JPN) |  |
| 1960. augusztus 29. 17:30 | (59 – 43)         |          |             |  |

Középdöntő
E csoport
| Csapat              | M | Gy | V | P+  | P–  | Pk  |
| ------------------- | - | -- | - | --- | --- | --- |
| Brazília (BRA)      | 3 | 3  | 0 | 240 | 221 | +19 |
| Olaszország (ITA)   | 3 | 2  | 1 | 226 | 216 | +10 |
| Csehszlovákia (TCH) | 3 | 1  | 2 | 236 | 237 | –1  |
| Lengyelország (POL) | 3 | 0  | 3 | 211 | 239 | –28 |

| 1960. szeptember 1. 21:30 | Brazília (BRA) | 78 – 75 | Olaszország (ITA) |  |
| 1960. szeptember 1. 21:30 | (29 – 39)      |         |                   |  |

| 1960. szeptember 2. 23:00 | Olaszország (ITA) | 77 – 70 | Csehszlovákia (TCH) |  |
| 1960. szeptember 2. 23:00 | (37 – 34)         |         |                     |  |

| 1960. szeptember 3. 20:00 | Olaszország (ITA) | 74 – 68 | Lengyelország (POL) |  |
| 1960. szeptember 3. 20:00 | (40 – 32)         |         |                     |  |

Döntő csoport
| 1960. szeptember 8. 22:30 | Egyesült Államok (USA) | 112 – 81 | Olaszország (ITA) |  |
| 1960. szeptember 8. 22:30 | (56 – 48)              |          |                   |  |

| 1960. szeptember 10. 21:00 | Szovjetunió (URS) | 78 – 70 | Olaszország (ITA) |  |
| 1960. szeptember 10. 21:00 | (34 – 32)         |         |                   |  |

A táblázat tartalmazza a középdöntőben lejátszott Brazília – Olaszország 78–75-ös eredményt.
| Csapat                 | M | Gy | V | P+  | P–  | Pk  |
| ---------------------- | - | -- | - | --- | --- | --- |
| Egyesült Államok (USA) | 3 | 3  | 0 | 283 | 201 | +82 |
| Szovjetunió (URS)      | 3 | 2  | 1 | 199 | 213 | –14 |
| Brazília (BRA)         | 3 | 1  | 2 | 203 | 229 | –26 |
| Olaszország (ITA)      | 3 | 0  | 3 | 226 | 268 | –42 |

| Csapat            | Helyezés |
| ----------------- | -------- |
| Olaszország (ITA) | 4.       |

## Labdarúgás
| Olasz labdarúgócsapat-játékoskeret | Olasz labdarúgócsapat-játékoskeret |
| --- | --- |
| - Luciano Alfieri - Giacomo Bulgarelli - Tarcisio Burgnich - Giancarlo Cella - Giovanni Fanello - Giorgio Ferrini - Luciano Magistrelli - Gilberto Noletti | - Orazio Rancati - Gianni Rivera - Giorgio Rossano - Ugo Tomeazzi - Giovanni Trapattoni - Mario Trebbi - Paride Tumburus - Sandro Salvadore |

### Eredmények
Csoportkör
B csoport
| Csapat            | M | Gy | D | V | G+ | G– | Gk | P |
| ----------------- | - | -- | - | - | -- | -- | -- | - |
| Olaszország       | 3 | 2  | 1 | 0 | 9  | 4  | +5 | 5 |
| Brazília          | 3 | 2  | 0 | 1 | 10 | 6  | +4 | 4 |
| Nagy-Britannia    | 3 | 1  | 1 | 1 | 8  | 8  | 0  | 3 |
| Kínai Köztársaság | 3 | 0  | 0 | 3 | 3  | 12 | –9 | 0 |

| 1960. augusztus 26. 21:00 |

| Olaszország (ITA)                       | 4–1               | Kínai Köztársaság |
| --------------------------------------- | ----------------- | ----------------- |
| Rivera 10' 33' Fanello 49' Tomeazzi 67' | (2–1) Jegyzőkönyv | Mok Chun Wah 29'  |

| Nápoly Játékvezető: Helge (dán) |

| 1960. augusztus 29. 21:00 |

| Olaszország (ITA) | 2–2               | Nagy-Britannia      |
| ----------------- | ----------------- | ------------------- |
| Rossano 11' 55'   | (1–1) Jegyzőkönyv | Brown 23' Hasty 75' |

| Róma Játékvezető: van Nuffel (belga) |

| 1960. szeptember 1. 21:00 |

| Olaszország (ITA)          | 3–1               | Brazília  |
| -------------------------- | ----------------- | --------- |
| Rivera 69' Rossano 70' 86' | (0–1) Jegyzőkönyv | Waldir 4' |

| Firenze Játékvezető: Schwinte (francia) |

Elődöntő
| 1960. szeptember 5. 21:00 |

| Olaszország (ITA) | 1–1 (h. u.)                 | Jugoszlávia |
| ----------------- | --------------------------- | ----------- |
| Tumburus 109'     | (0–0, 0–0, 0–0) Jegyzőkönyv | Galić 107'  |

| Nápoly Játékvezető: Kandlbinder (nyugat-német) |

Jugoszlávia sorsolással jutott tovább.
Bronzmérkőzés
| 1960. szeptember 9. 21:00 |

| Magyarország (HUN)  | 2–1               | Olaszország  |
| ------------------- | ----------------- | ------------ |
| Orosz 32' Dunai 69' | (1–0) Jegyzőkönyv | Tomeazzi 84' |

| Róma Játékvezető: Leafe (brit) |

| Csapat            | Helyezés |
| ----------------- | -------- |
| Olaszország (ITA) | 4.       |

## Lovaglás
Díjugratás
| Versenyző                                    | Ló                             | Versenyszám | 1. forduló | 1. forduló | 2. forduló | 2. forduló | Összesen | Összesen |
| Versenyző                                    | Ló                             | Versenyszám | Pont       | Hely.      | Pont       | Hely.      | Pont     | Helyezés |
| -------------------------------------------- | ------------------------------ | ----------- | ---------- | ---------- | ---------- | ---------- | -------- | -------- |
| Piero D'Inzeo                                | The Rock                       | Egyéni      | 8,00       | =3.        | 8,00       | =2.        | 16,00    |          |
| Raimondo D'Inzeo                             | Posillipo                      | Egyéni      | 0,00       | 1.         | 12,00      | =4.        | 12,00    |          |
| Piero D'Inzeo Raimondo D'Inzeo Antonio Oppes | The Rock Posillipo The Scholar | Csapat      | 52,50      | 3.         | 28,00      | 2.         | 80,50    |          |

Lovastusa
| Versenyző                                                       | Ló                                         | Versenyszám | Díjlovaglás | Díjlovaglás | Tereplovaglás | Tereplovaglás | Díjugratás | Díjugratás | Végeredmény | Végeredmény |
| Versenyző                                                       | Ló                                         | Versenyszám | Bünt.       | Hely.       | Bünt.         | Hely.         | Bünt.      | Hely.      | Bünt.       | Helyezés    |
| --------------------------------------------------------------- | ------------------------------------------ | ----------- | ----------- | ----------- | ------------- | ------------- | ---------- | ---------- | ----------- | ----------- |
| Alessandro Argenton                                             | Rainbow Bouncer                            | Egyéni      | -185,01     | 71.         | kizárták      | kizárták      | kiesett    | kiesett    | kiesett     | kiesett     |
| Giovanni Grignolo                                               | Court Hill                                 | Egyéni      | -124,50     | =29.        | -104,00       | 31.           | -12,00     | 17.        | -240,50     | 26.         |
| Lodovico Nava                                                   | Arcidosso                                  | Egyéni      | -182,01     | 69.         | 20,60         | 13.           | -0,50      | =8.        | -161,91     | 16.         |
| Lucio Tasca                                                     | Rahin                                      | Egyéni      | -135,00     | 41.         | 9,20          | 15.           | 0,00       | =1.        | -125,80     | 12.         |
| Alessandro Argenton Giovanni Grignolo Lodovico Nava Lucio Tasca | Rainbow Bouncer Court Hill Arcidosso Rahin | Csapat      | -441,51     | 16.         | -74,20        | 6.            | -12,50     | 2.         | -528,21     | 5.          |

## Műugrás
Férfi
| Versenyző        | Versenyszám        | Selejtező | Selejtező | Elődöntő | Elődöntő | Elődöntő | Döntő   | Döntő   | Döntő    |
| Versenyző        | Versenyszám        | Pont      | Helyezés  | Pont     | Össz.    | Helyezés | Pont    | Össz.   | Helyezés |
| ---------------- | ------------------ | --------- | --------- | -------- | -------- | -------- | ------- | ------- | -------- |
| Lamberto Mari    | Egyéni műugrás     | 55,04     | 5.        | 41,45    | 96,49    | 4.       | 47,48   | 143,97  | 6.       |
| Walter Messa     | Egyéni műugrás     | 53,47     | 9.        | 38,81    | 92,28    | 10.      | kiesett | kiesett | kiesett  |
| Fabio Paiella    | Egyéni toronyugrás | 50,01     | 18.       | kiesett  | kiesett  | kiesett  | kiesett | kiesett | kiesett  |
| Antonio Sbordone | Egyéni toronyugrás | 51,90     | 11.       | 36,87    | 88,77    | 14.      | kiesett | kiesett | kiesett  |

Női
| Versenyző    | Versenyszám        | Selejtező | Selejtező | Döntő   | Döntő   | Döntő    |
| Versenyző    | Versenyszám        | Pont      | Helyezés  | Pont    | Össz.   | Helyezés |
| ------------ | ------------------ | --------- | --------- | ------- | ------- | -------- |
| Laura Conter | Egyéni toronyugrás | 45,55     | 17.       | kiesett | kiesett | kiesett  |

## Ökölvívás
| Versenyző         | Versenyszám   | Selejtező                 | 32-es főtábla                      | Nyolcaddöntő                                 | Negyeddöntő                   | Elődöntő                           | Döntő                          | Helyezés |
| Versenyző         | Versenyszám   | Ellenfél Eredmény         | Ellenfél Eredmény                  | Ellenfél Eredmény                            | Ellenfél Eredmény             | Ellenfél Eredmény                  | Ellenfél Eredmény              | Helyezés |
| ----------------- | ------------- | ------------------------- | ---------------------------------- | -------------------------------------------- | ----------------------------- | ---------------------------------- | ------------------------------ | -------- |
| Paolo Curcetti    | Légsúly       | Frank Kisekka (UGA) · 5-0 | Jo Horny (BEL) · 5-0               | Abdel Moneim El-Gindy (RAU) · 1-4            | kiesett                       | kiesett                            | kiesett                        | 9.       |
| Primo Zamparini   | Harmatsúly    | erőnyerő                  | Panagiotis Kostarellos (GRE) · 5-0 | Katsuo Haga (JPN) · 5-0                      | Jerry Armstrong (USA) · 4-1   | Oliver Taylor (AUS) · 5-0          | Oleg Grigorjev (URS) · 2-3     |          |
| Francesco Musso   | Pehelysúly    |                           | Miloslav Paunović (YUG) · 4-1      | Szong Szuncshon (Song Sun-Cheon) (KOR) · 5-0 | Boris Nikonorov (URS) · 3-2   | Jorma Limmonen (FIN) · 5-0         | Jerzy Adamski (POL) · 4-1      |          |
| Sandro Lopopolo   | Könnyűsúly    | Johnny Bolang (INA) · 5-0 | Stoffel Steyn (RSA) · 5-0          | Danny O'Brien (IRL) · 5-0                    | Harry Campbell (USA) · 4-1    | Abel Laudonio (ARG) · 3-2          | Kazimierz Paździor (POL) · 1-4 |          |
| Piero Brandi      | Kisváltósúly  | erőnyerő                  | Katsuji Watanabe (JPN) · 5-0       | Luis Aranda (ARG) · 4-1                      | Bohumil Němeček (TCH) · 1-4   | kiesett                            | kiesett                        | 5.       |
| Nino Benvenuti    | Váltósúly     | erőnyerő                  | Jean Josselin (FRA) · 5-0          | Kim Ki-soo (KOR) · 5-0                       | Shishman Mitsev (BUL) · 5-0   | James Lloyd (GBR) · 5-0            | Jurij Radonyak (URS) · 4-1     |          |
| Carmelo Bossi     | Nagyváltósúly |                           | Brian van Niekerk (RHO) · 5-0      | Pedro Votta (URU) · 4-1                      | Souleymane Diallo (FRA) · 5-0 | William Fisher (GBR) · 3-2         | Wilbert McClure (USA) · 1-4    |          |
| Luigi Napoleoni   | Középsúly     |                           | Moustafa Ben Lahbib (MAR) · 5-0    | Moussa El-Gelidi (RAU) · 5-0                 | Jevgenyij Feofanov (URS) · KO | kiesett                            | kiesett                        | 5.       |
| Giulio Saraudi    | Félnehézsúly  |                           | erőnyerő                           | Muhammad Safdar (PAK) · 5-0                  | Rafael Gargiulo (ARG) · 3-2   | Zbigniew Pietrzykowski (POL) · 1-4 | kiesett                        |          |
| Franco De Piccoli | Nehézsúly     |                           | erőnyerő                           | Willy Venneman (BEL) · leléptetés            | Andrey Abramov (URS) · 5-0    | Josef Němec (TCH) · 4-1            | Daniel Bekker (RSA) · KO       |          |

## Öttusa
| Versenyző                                    | Versenyszám | Lovaglás | Lovaglás | Lovaglás | Lovaglás | Vívás    | Vívás | Vívás | Lövészet | Lövészet | Lövészet | Úszás  | Úszás | Úszás | Futás   | Futás | Futás | Összesen    | Összesen |
| Versenyző                                    | Versenyszám | Idő      | Bünt.    | Pont     | Hely.    | Eredmény | Pont  | Hely. | Pontszám | Pont     | Hely.    | Idő    | Pont  | Hely. | Idő     | Pont  | Hely. | Összes pont | Helyezés |
| -------------------------------------------- | ----------- | -------- | -------- | -------- | -------- | -------- | ----- | ----- | -------- | -------- | -------- | ------ | ----- | ----- | ------- | ----- | ----- | ----------- | -------- |
| Adriano Facchini                             | Egyéni      | 8:28,0   | 0        | 1096     | 14.      | 27–30    | 632   | 33.   | 184      | 780      | 32.      | 4:09,8 | 955   | 14.   | 15:17,7 | 949   | 31.   | 4412        | 23.      |
| Giulio Giunta                                | Egyéni      | 10:26,0  | 80       | 662      | 53.      | 27–30    | 632   | 33.   | 172      | 540      | 51.      | 4:07,0 | 965   | 11.   | 14:32,4 | 1084  | 18.   | 3883        | 41.      |
| Gaetano Scala                                | Egyéni      | 9:00,1   | 60       | 940      | 43.      | 36–21    | 839   | 8.    | 185      | 800      | 28.      | 4:27,7 | 865   | 31.   | 16:01,6 | 817   | 46.   | 4261        | 29.      |
| Adriano Facchini Giulio Giunta Gaetano Scala | Csapat      |          |          | 2698     | 14.      |          | 1948  | 8.    |          | 2120     | 11.      |        | 2785  | 5.    |         | 2850  | 9.    | 12401       | 9.       |

## Sportlövészet
Férfi
| Versenyző         | Versenyszám           | Selejtező | Selejtező | Selejtező | Döntő | Döntő    |
| Versenyző         | Versenyszám           | Csoport   | Pont      | Helyezés  | Pont  | Helyezés |
| ----------------- | --------------------- | --------- | --------- | --------- | ----- | -------- |
| Roberto Mazzoni   | Gyorstüzelő pisztoly  |           |           |           | 573   | 23.      |
| Sergio Varetto    | Gyorstüzelő pisztoly  |           |           |           | 570   | 29.      |
| Piercarlo Beroldi | Szabadpisztoly        | A         | 356       | 9.        | 532   | 23.      |
| Giorgio Ercolani  | Szabadpisztoly        | B         | 358       | 5.        | 517   | 44.      |
| Mariano Antonelli | Sportpuska, fekvő     | B         | 382       | 18.       | 576   | 35.      |
| Vincenzino Biava  | Sportpuska, összetett | B         | 541       | 21.       | 1099  | 41.      |
| Sergio Rolandi    | Sportpuska, összetett | A         | 533       | 25.       | 1091  | 46.      |
| Edoardo Casciano  | Trap                  |           | 92        | =11.      | 165   | 34.      |
| Galliano Rossini  | Trap                  |           | 89        | =17.      | 191   |          |

## Súlyemelés
| Versenyző            | Versenyszám | Nyomás   | Nyomás   | Szakítás | Szakítás | Lökés    | Lökés    | Összesen | Helyezés |
| Versenyző            | Versenyszám | Eredmény | Helyezés | Eredmény | Helyezés | Eredmény | Helyezés | Összesen | Helyezés |
| -------------------- | ----------- | -------- | -------- | -------- | -------- | -------- | -------- | -------- | -------- |
| Renzo Grandi         | 56 kg       | 97,5     | =4.      | 90,0     | =10.     | 120,0    | =11.     | 307,5    | 9.       |
| Rocco Spinola        | 56 kg       | 92,5     | =8.      | 87,5     | 14.      | 120,0    | =11.     | 300,0    | 12.*     |
| Sebastiano Mannironi | 60 kg       | 107,5    | =3.      | 110,0    | =1.      | 135,0    | =4.      | 352,5    |          |
| Luciano De Genova    | 67,5 kg     | 110,0    | =11.     | 107,5    | =9.      | 135,0    | =13.     | 352,5    | 13.      |
| Andrea Borgnis       | 90 kg       | 125,0    | =12.     | 115,0    | =16.     | 160,0    | =6.      | 400,0    | 11.      |
| Leonardo Masu        | 90 kg       | 135,0    | =6.      | 117,5    | =14.     | 155,0    | =10.     | 407,5    | 8.       |
| Alberto Pigaiani     | +90 kg      | 152,5    | 5.       | 127,5    | =8.      | 170,0    | =8.      | 450,0    | 7.       |

* - egy másik versenyzővel azonos eredményt ért el

## Torna
Férfi
| Versenyző | Versenyszám      | Selejtező | Selejtező | Döntő    | Döntő    |
| Versenyző | Versenyszám      | Pontszám  | Helyezés  | Pontszám | Helyezés |
| --- | ---------------- | --------- | --------- | -------- | -------- |
| Giovanni Carminucci                                                                                            | Talaj            | 18,50     | =26.      | kiesett  | kiesett  |
| Giovanni Carminucci                                                                                            | Ugrás            | 18,85     | =9.       | kiesett  | kiesett  |
| Giovanni Carminucci                                                                                            | Korlát           | 19,35     | 3.        | 19,375   |          |
| Giovanni Carminucci                                                                                            | Nyújtó           | 18,65     | =28.      | kiesett  | kiesett  |
| Giovanni Carminucci                                                                                            | Gyűrű            | 18,40     | =46.      | kiesett  | kiesett  |
| Giovanni Carminucci                                                                                            | Lólengés         | 18,55     | =30.      | kiesett  | kiesett  |
| Giovanni Carminucci                                                                                            | Egyéni összetett |           |           | 112,30   | 14.      |
| Pasquale Carminucci                                                                                            | Talaj            | 18,30     | =39.      | kiesett  | kiesett  |
| Pasquale Carminucci                                                                                            | Ugrás            | 18,25     | =34.      | kiesett  | kiesett  |
| Pasquale Carminucci                                                                                            | Korlát           | 18,35     | =46.      | kiesett  | kiesett  |
| Pasquale Carminucci                                                                                            | Nyújtó           | 18,35     | =50.      | kiesett  | kiesett  |
| Pasquale Carminucci                                                                                            | Gyűrű            | 18,80     | =21.      | kiesett  | kiesett  |
| Pasquale Carminucci                                                                                            | Lólengés         | 18,35     | =40.      | kiesett  | kiesett  |
| Pasquale Carminucci                                                                                            | Egyéni összetett |           |           | 110,40   | 31.      |
| Gianfranco Marzolla                                                                                            | Talaj            | 18,05     | =66.      | kiesett  | kiesett  |
| Gianfranco Marzolla                                                                                            | Ugrás            | 18,20     | =39.      | kiesett  | kiesett  |
| Gianfranco Marzolla                                                                                            | Korlát           | 17,45     | =92.      | kiesett  | kiesett  |
| Gianfranco Marzolla                                                                                            | Nyújtó           | 17,90     | =76.      | kiesett  | kiesett  |
| Gianfranco Marzolla                                                                                            | Gyűrű            | 18,70     | =30.      | kiesett  | kiesett  |
| Gianfranco Marzolla                                                                                            | Lólengés         | 18,75     | =15.      | kiesett  | kiesett  |
| Gianfranco Marzolla                                                                                            | Egyéni összetett |           |           | 109,05   | =50.     |
| Franco Menichelli                                                                                              | Talaj            | 19,05     | 3.        | 19,275   |          |
| Franco Menichelli                                                                                              | Ugrás            | 18,85     | =9.       | kiesett  | kiesett  |
| Franco Menichelli                                                                                              | Korlát           | 19,15     | =8.       | kiesett  | kiesett  |
| Franco Menichelli                                                                                              | Nyújtó           | 18,80     | =20.      | kiesett  | kiesett  |
| Franco Menichelli                                                                                              | Gyűrű            | 19,30     | 7.        | kiesett  | kiesett  |
| Franco Menichelli                                                                                              | Lólengés         | 18,65     | =23.      | kiesett  | kiesett  |
| Franco Menichelli                                                                                              | Egyéni összetett |           |           | 113,80   | 10.      |
| Orlando Polmonari                                                                                              | Talaj            | 18,10     | =62.      | kiesett  | kiesett  |
| Orlando Polmonari                                                                                              | Ugrás            | 18,00     | =52.      | kiesett  | kiesett  |
| Orlando Polmonari                                                                                              | Korlát           | 18,20     | =54.      | kiesett  | kiesett  |
| Orlando Polmonari                                                                                              | Nyújtó           | 18,55     | =33.      | kiesett  | kiesett  |
| Orlando Polmonari                                                                                              | Gyűrű            | 18,30     | =52.      | kiesett  | kiesett  |
| Orlando Polmonari                                                                                              | Lólengés         | 18,80     | =12.      | kiesett  | kiesett  |
| Orlando Polmonari                                                                                              | Egyéni összetett |           |           | 109,95   | 38.      |
| Angelo Vicardi                                                                                                 | Talaj            | 18,45     | =30.      | kiesett  | kiesett  |
| Angelo Vicardi                                                                                                 | Ugrás            | 18,65     | =15.      | kiesett  | kiesett  |
| Angelo Vicardi                                                                                                 | Korlát           | 18,65     | =29.      | kiesett  | kiesett  |
| Angelo Vicardi                                                                                                 | Nyújtó           | 18,30     | =54.      | kiesett  | kiesett  |
| Angelo Vicardi                                                                                                 | Gyűrű            | 18,20     | =59.      | kiesett  | kiesett  |
| Angelo Vicardi                                                                                                 | Lólengés         | 18,65     | =23.      | kiesett  | kiesett  |
| Angelo Vicardi                                                                                                 | Egyéni összetett |           |           | 110,90   | 24.      |
| Giovanni Carminucci Pasquale Carminucci Gianfranco Marzolla Franco Menichelli Orlando Polmonari Angelo Vicardi | Csapat összetett |           |           | 559,05   |          |

Női
| Versenyző                                                                                             | Versenyszám      | Selejtező | Selejtező | Döntő    | Döntő    |
| Versenyző                                                                                             | Versenyszám      | Pontszám  | Helyezés  | Pontszám | Helyezés |
| --- | ---------------- | --------- | --------- | -------- | -------- |
| Miranda Cicognani                                                                                     | Talaj            | 18,766    | =23.      | kiesett  | kiesett  |
| Miranda Cicognani                                                                                     | Ugrás            | 17,466    | =59.      | kiesett  | kiesett  |
| Miranda Cicognani                                                                                     | Felemás korlát   | 18,999    | =9.       | kiesett  | kiesett  |
| Miranda Cicognani                                                                                     | Gerenda          | 18,366    | =17.      | kiesett  | kiesett  |
| Miranda Cicognani                                                                                     | Egyéni összetett |           |           | 73,597   | 20.      |
| Rosella Cicognani                                                                                     | Talaj            | 18,633    | =30.      | kiesett  | kiesett  |
| Rosella Cicognani                                                                                     | Ugrás            | 17,866    | =44.      | kiesett  | kiesett  |
| Rosella Cicognani                                                                                     | Felemás korlát   | 18,899    | 16.       | kiesett  | kiesett  |
| Rosella Cicognani                                                                                     | Gerenda          | 17,299    | 60.       | kiesett  | kiesett  |
| Rosella Cicognani                                                                                     | Egyéni összetett |           |           | 72,697   | =34.     |
| Francesca Costa                                                                                       | Talaj            | 18,199    | =61.      | kiesett  | kiesett  |
| Francesca Costa                                                                                       | Ugrás            | 17,266    | =65.      | kiesett  | kiesett  |
| Francesca Costa                                                                                       | Felemás korlát   | 17,033    | =88.      | kiesett  | kiesett  |
| Francesca Costa                                                                                       | Gerenda          | 17,300    | 59.       | kiesett  | kiesett  |
| Francesca Costa                                                                                       | Egyéni összetett |           |           | 69,798   | 72.      |
| Elena Lagorara                                                                                        | Talaj            | 18,533    | =38.      | kiesett  | kiesett  |
| Elena Lagorara                                                                                        | Ugrás            | 17,399    | 63.       | kiesett  | kiesett  |
| Elena Lagorara                                                                                        | Felemás korlát   | 18,732    | =22.      | kiesett  | kiesett  |
| Elena Lagorara                                                                                        | Gerenda          | 16,600    | 83.       | kiesett  | kiesett  |
| Elena Lagorara                                                                                        | Egyéni összetett |           |           | 71,264   | 60.      |
| Gabriella Santarelli                                                                                  | Talaj            | 18,400    | 48.       | kiesett  | kiesett  |
| Gabriella Santarelli                                                                                  | Ugrás            | 16,432    | 87.       | kiesett  | kiesett  |
| Gabriella Santarelli                                                                                  | Felemás korlát   | 18,066    | =51.      | kiesett  | kiesett  |
| Gabriella Santarelli                                                                                  | Gerenda          | 17,032    | =72.      | kiesett  | kiesett  |
| Gabriella Santarelli                                                                                  | Egyéni összetett |           |           | 69,930   | 71.      |
| Wanda Soprani                                                                                         | Talaj            | 18,233    | 59.       | kiesett  | kiesett  |
| Wanda Soprani                                                                                         | Ugrás            | 17,466    | =59.      | kiesett  | kiesett  |
| Wanda Soprani                                                                                         | Felemás korlát   | 17,966    | =58.      | kiesett  | kiesett  |
| Wanda Soprani                                                                                         | Gerenda          | 17,999    | =40.      | kiesett  | kiesett  |
| Wanda Soprani                                                                                         | Egyéni összetett |           |           | 71,664   | 55.      |
| Miranda Cicognani Rosella Cicognani Francesca Costa Elena Lagorara Gabriella Santarelli Wanda Soprani | Csapat összetett |           |           | 360,719  | 10.      |

## Úszás
Férfi
| Versenyző                                                           | Versenyszám            | Előfutam | Előfutam | Előfutam | Elődöntő | Elődöntő | Elődöntő | Döntő   | Döntő    |
| Versenyző                                                           | Versenyszám            | Idő      | Hely.    | Össz.    | Idő      | Hely.    | Össz.    | Idő     | Helyezés |
| ------------------------------------------------------------------- | ---------------------- | -------- | -------- | -------- | -------- | -------- | -------- | ------- | -------- |
| Ezio Della Savia                                                    | 100 m gyors            | 58,2     | 3.       | 23.*     | 58,4     | 8.       | 20.*     | kiesett | kiesett  |
| Giorgio Perondini                                                   | 100 m gyors            | 58,9     | 5.       | 30.      | kiesett  | kiesett  | kiesett  | kiesett | kiesett  |
| Paolo Galletti                                                      | 400 m gyors            | 4:36,6   | 3.       | 17.      |          |          |          | kiesett | kiesett  |
| Paolo Galletti                                                      | 1500 m gyors           | 20:28,2  | 6.       | 28.      |          |          |          | kiesett | kiesett  |
| Massimo Rosi                                                        | 1500 m gyors           | 19:52,9  | 5.       | 26.      |          |          |          | kiesett | kiesett  |
| Massimo Rosi                                                        | 400 m gyors            | 4:45,1   | 6.       | 28.      |          |          |          | kiesett | kiesett  |
| Giuseppe Avellone                                                   | 100 m hát              | 1:05,4   | 3.       | 16.      | 1:06,5   | 8.       | 16.      | kiesett | kiesett  |
| Gilberto Elsa                                                       | 100 m hát              | 1:05,8   | 5.       | 18.*     | kiesett  | kiesett  | kiesett  | kiesett | kiesett  |
| Roberto Lazzari                                                     | 200 m mell             | 2:41,2   | 2.       | 8.*      | 2:40,3   | 4.       | 7.       | 2:40,1  | 5.       |
| Pierpaolo Spangaro                                                  | 200 m mell             | 2:53,8   | 5.       | 34.      | kiesett  | kiesett  | kiesett  | kiesett | kiesett  |
| Federico Dennerlein                                                 | 200 m pillangó         | 2:18,3   | 1.       | 4.       | 2:20,5   | 3.       | 4.       | 2:16,0  | 4.       |
| Giampiero Fossati                                                   | 200 m pillangó         | 2:31,9   | 6.       | 26.      | kiesett  | kiesett  | kiesett  | kiesett | kiesett  |
| Federico Dennerlein Bruno Bianchi Angelo Romani Paolo Galletti      | 4 × 200 m gyorsváltó   | 8:38,1   | 6.       | 11.      |          |          |          | kiesett | kiesett  |
| Giuseppe Avellone Roberto Lazzari Federico Dennerlein Bruno Bianchi | 4 × 100 m vegyes váltó | 4:16,0   | 2.       | 4.*      |          |          |          | 4:17,2  | 6.       |

Női
| Versenyző                                                                             | Versenyszám            | Előfutam | Előfutam | Előfutam | Elődöntő | Elődöntő | Elődöntő | Döntő   | Döntő    |
| Versenyző                                                                             | Versenyszám            | Idő      | Hely.    | Össz.    | Idő      | Hely.    | Össz.    | Idő     | Helyezés |
| ------------------------------------------------------------------------------------- | ---------------------- | -------- | -------- | -------- | -------- | -------- | -------- | ------- | -------- |
| Maria Cristina Pacifici                                                               | 100 m gyors            | 1:07,1   | 5.       | 20.      | kiesett  | kiesett  | kiesett  | kiesett | kiesett  |
| Paola Saini                                                                           | 100 m gyors            | 1:04,4   | 3.       | 7.*      | 1:05,4   | 6.       | 11.*     | kiesett | kiesett  |
| Paola Saini                                                                           | 400 m gyors            | 5:13,1   | 6.       | 14.      |          |          |          | kiesett | kiesett  |
| Welleda Veschi                                                                        | 400 m gyors            | 5:18,3   | 5.       | 16.      |          |          |          | kiesett | kiesett  |
| Arletta Faidiga                                                                       | 100 m hát              | 1:18,5   | 6.       | 23.      |          |          |          | kiesett | kiesett  |
| Daniela Serpilli                                                                      | 100 m hát              | 1:20,3   | 6.       | 26.      |          |          |          | kiesett | kiesett  |
| Luciana Marcellini                                                                    | 200 m mell             | 3:09,8   | 7.       | 26.      |          |          |          | kiesett | kiesett  |
| Elena Zennaro                                                                         | 200 m mell             | 2:57,0   | 3.       | 10.      |          |          |          | kiesett | kiesett  |
| Anna Beneck                                                                           | 100 m pillangó         | 1:18,4   | 4.       | 20.*     |          |          |          | kiesett | kiesett  |
| Anna Maria Cecchi                                                                     | 100 m pillangó         | 1:19,5   | 7.       | 23.      |          |          |          | kiesett | kiesett  |
| Paola Saini Anna Maria Cecchi Rosanna Contardo Maria Cristina Pacifici Daniela Beneck | 4 × 100 m gyorsváltó   | 4:31,8   | 4.       | 7.       |          |          |          | 4:26,8  | 7.       |
| Daniela Serpilli Elena Zennaro Anna Beneck Paola Saini                                | 4 × 100 m vegyes váltó | 5:04,4   | 6.       | 11.      |          |          |          | kiesett | kiesett  |

* - egy másik versenyzővel/váltóval azonos időt ért el

## Vitorlázás
Nyílt
| Versenyző                                             | Versenyszám     | Futam | Futam | Futam | Futam | Futam | Futam | Futam | Pontszám | Helyezés |
| Versenyző                                             | Versenyszám     | 1     | 2     | 3     | 4     | 5     | 6     | 7     | Pontszám | Helyezés |
| ----------------------------------------------------- | --------------- | ----- | ----- | ----- | ----- | ----- | ----- | ----- | -------- | -------- |
| Bruno Trani                                           | Finn dingi      | 691   | 691   | 415   | 214   | 742   | (101) | 800   | 3553     | 14.      |
| Carlo Rolandi Agostino Straulino                      | Csillaghajó     | 914   | 914   | 817   | (516) | 1516  | 1215  | 671   | 6047     | 4.       |
| Mario Capio Tullio Pizzorno                           | Repülő hollandi | (0)   | 990   | 1291  | 0     | 513   | 893   | 362   | 4049     | 12.      |
| Marco Novaro Pietro Reggio Franco Zucchi              | 5,5 méteres     | 301   | 380   | 477   | 602   | 426   | 338   | (234) | 2524     | 11.      |
| Antonio Ciciliano Antonio Cosentino Giulio De Stefano | Sárkányhajó     | 833   | 1231  | 1532  | 1231  | 491   | 386   | (0)   | 5704     |          |

## Vívás
Férfi
| Versenyző                                                                                              | Versenyszám       | Csoportkör | Csoportkör | Csoportkör | Csoportkör | Csoportkör | Csoportkör       | Csoportkör | Csoportkör       | Csoportkör | Csoportkör       | Helyezés    |
| Versenyző                                                                                              | Versenyszám       | 1. kör | 1. kör     | 2. kör | 2. kör     | Negyeddöntő | Negyeddöntő      | Elődöntő | Elődöntő         | Döntő | Döntő            | Helyezés    |
| Versenyző                                                                                              | Versenyszám       | Ellenfél Eredmény | Hely.      | Ellenfél Eredmény | Hely.      | Ellenfél Eredmény | Hely.            | Ellenfél Eredmény | Hely.            | Ellenfél Eredmény | Hely.            | Helyezés    |
| --- | ----------------- | --- | ---------- | --- | ---------- | --- | ---------------- | --- | ---------------- | --- | ---------------- | ----------- |
| Luigi Carpaneda                                                                                        | Tőr, egyéni       | 9. csoport · Roger Closset (FRA) · 5-4 · Robert Schiel (LUX) · 5-2 · Norbert Brami (TUN) · 5-4 · Witold Woyda (POL) · 2-5                                                                                 | 2.         | 4. csoport · Mark Midler (URS) · 5-3 · Jean Link (LUX) · 5-3 · Brian McCowage (AUS) · 5-1 · Tim Gerresheim (EUA) · 4-5 · Janusz Różycki (POL) · nem vívtak                                                       | 2.         | 2. csoport · Christian d’Oriola (FRA) · 5-2 · Eugene Glazer (USA) · 5-1 · Jürgen Brecht (EUA) · 5-2 · Ryszard Parulski (POL) · 1-5 · Mark Midler (URS) · 4-5 · Rájátszás: · Christian d’Oriola (FRA) · 4-5              | 4.               | kiesett | kiesett          | kiesett | kiesett          | helyezetlen |
| Mario Curletto                                                                                         | Tőr, egyéni       | 5. csoport · Jürgen Brecht (EUA) · 5-2 · Édouard Didier (LUX) · 5-2 · Asen Dyakovski (BUL) · 5-3 · Harry Thuillier (IRL) · 5-2 · Jesús Gruber (VEN) · 3-5 · Jean Khayat (TUN) · 3-5                       | 3.         | 2. csoport · Jürgen Brecht (EUA) · 5-3 · Ralph Cooperman (GBR) · 5-1 · Witold Woyda (POL) · 3-5 · Jurij Sziszikin (URS) · 2-5 · Ion Drîmbă (ROU) · nem vívtak                                                    | 4.         | 1. csoport · Jurij Sziszikin (URS) · 5-3 · André Verhalle (BEL) · 5-1 · Bill Hoskyns (GBR) · 3-5 · Witold Woyda (POL) · 2-5 · Kamuti Jenő (HUN) · 2-5 · Rájátszás: · Witold Woyda (POL) · 5-4 · Kamuti Jenő (HUN) · 2-5 | 5. Rájátszás: 3. | kiesett | kiesett          | kiesett | kiesett          | helyezetlen |
| Alberto Pellegrino                                                                                     | Tőr, egyéni       | 12. csoport · Carl Schwende (CAN) · 5-2 · Brian Hamilton (IRL) · 5-2 · Emilio Echeverry (COL) · 5-3 · Mohamed Ben Joullon (MAR) · 5-0 · Ion Drîmbă (ROU) · nem vívtak · André Verhalle (BEL) · nem vívtak | 1.         | 5. csoport · Tănase Mureșanu (ROU) · 5-0 · Jean Cerottini (SUI) · 5-1 · Enrique González (ESP) · 5-4 · Christian d’Oriola (FRA) · 1-5 · Ryszard Parulski (POL) · 2-5                                             | 2.         | 3. csoport · Janusz Różycki (POL) · 5-1 · Jesús Gruber (VEN) · 5-3 · Viktor Zsdanovics (URS) · 0-5 · Roger Closset (FRA) · 2-5 · Tim Gerresheim (EUA) · 3-5                                                             | 4.               | kiesett | kiesett          | kiesett | kiesett          | helyezetlen |
| Alberto Pellegrino                                                                                     | Párbajtőr, egyéni | 3. csoport · Raúl Martínez (ARG) · 5-1 · George Carpenter (IRL) · 5-0 · Claudio Polledri (SUI) · 5-3 · Abderrahman Sebti (MAR) · 5-3 · Tabucsi Kazuhiko (JPN) · 3-5 · David Micahnik (USA) · 3-5          | 2.         | 2. csoport · Wiesław Glos (POL) · 5-3 · Roger Achten (BEL) · 5-3 · Brian Pickworth (NZL) · 5-1 · Sákovics József (HUN) · 4-5 · Alberto Balestrini (ARG) · nem vívtak                                             | 2.         | 2. csoport · Yves Dreyfus (FRA) · 5-3 · Guram Kosztava (URS) · 5-1 · Bohdan Gonsior (POL) · 5-2 · Bill Hoskyns (GBR) · 5-3 · Georg Neuber (EUA) · 4-5                                                                   | 1.               | 1. csoport · Roger Achten (BEL) · 5-3 · Bruno Habārovs (URS) · 5-1 · Allan Jay (GBR) · 4-5 · Armand Mouyal (FRA) · 3-5 · Kausz István (HUN) · 4-5 · Rájátszás: · Roger Achten (BEL) · 4-5                                                         | 5.               | kiesett | kiesett          | helyezetlen |
| Giovanni Battista Breda                                                                                | Párbajtőr, egyéni | 4. csoport · Michel Saykali (LIB) · 5-1 · Benito Ramos (MEX) · 5-0 · Manuel Martínez (ESP) · 5-1 · Kausz István (HUN) · 2-5 · John Pelling (GBR) · 2-5                                                    | 2.         | 1. csoport · Georg Neuber (EUA) · 5-3 · Allan Jay (GBR) · 5-1 · David Micahnik (USA) · 5-2 · José Ferreira (POR) · 3-5 · Jacques Guittet (FRA) · nem vívtak                                                      | 3.         | 1. csoport · Bruno Habārovs (URS) · 6-5 · Janusz Kurczab (POL) · 5-2 · Gábor Tamás (HUN) · 5-4 · Göran Abrahamsson (SWE) · 5-4 · Allan Jay (GBR) · 4-5                                                                  | 1.               | 2. csoport · Yves Dreyfus (FRA) · 5-0 · Guram Kosztava (URS) · 5-3 · Sákovics József (HUN) · 3-5 · Giuseppe Delfino (ITA) · 4-5 · Berndt-Otto Rehbinder (SWE) · 2-5 · Rájátszás: · Guram Kosztava (URS) · 5-1 · Berndt-Otto Rehbinder (SWE) · 4-5 | 4. Rájátszás: 1. | Döntő csoport · Sákovics József (HUN) · 5-4 · Giuseppe Delfino (ITA) · 2-5 · Allan Jay (GBR) · 2-5 · Bruno Habārovs (URS) · 3-5 · Roger Achten (BEL) · 3-5 · Yves Dreyfus (FRA) · 1-5 · Armand Mouyal (FRA) · 3-5 | 8.               | 8.          |
| Giuseppe Delfino                                                                                       | Párbajtőr, egyéni | 5. csoport · Paul Gnaier (EUA) · 5-0 · François Dehez (BEL) · 5-2 · Ralph Spinella (USA) · 5-3 · Kalevi Pakarinen (FIN) · 5-2 · Leif Klette (NOR) · 5-2                                                   | 1.         | 3. csoport · Göran Abrahamsson (SWE) · 5-2 · Guram Kosztava (URS) · 5-4 · Tabucsi Kazuhiko (JPN) · 5-2 · Dieter Fänger (EUA) · 1-5 · François Dehez (BEL) · nem vívtak                                           | 3.         | 3. csoport · Kausz István (HUN) · 5-1 · Berndt-Otto Rehbinder (SWE) · 5-4 · Paul Gnaier (EUA) · 5-1 · Wiesław Glos (POL) · 5-4 · Jacques Guittet (FRA) · 5-3                                                            | 1.               | 2. csoport · Giovanni Battista Breda (ITA) · 5-4 · Guram Kosztava (URS) · 6-5 · Berndt-Otto Rehbinder (SWE) · 6-5 · Sákovics József (HUN) · 2-5 · Yves Dreyfus (FRA) · 5-6                                                                        | 3.               | Döntő csoport · Allan Jay (GBR) · 6-5 · Bruno Habārovs (URS) · 5-2 · Roger Achten (BEL) · 7-6 · Armand Mouyal (FRA) · 6-5 · Giovanni Battista Breda (ITA) · 5-2 · Sákovics József (HUN) · 5-6 · Yves Dreyfus (FRA) · 5-6 · Rájátszás: Az aranyéremért · Allan Jay (GBR) · 5-2                                                               | 1.               |             |
| Wladimiro Calarese                                                                                     | Kard, egyéni      | 2. csoport · Nugzar Aszatiani (URS) · 5-2 · Günther Ulrich (AUT) · 5-1 · Michael Sichel (AUS) · 5-2 · Pablo Ordejón (ESP) · 5-1 · Abderrahman Sebti (MAR) · nem vívtak                                    | 1.         | 2. csoport · Gerevich Aladár (HUN) · 5-4 · José Van Baelen (BEL) · 5-1 · Borisz Sztavrev (BUL) · 5-3 · Alfonso Morales (USA) · 3-5 · Jacques Roulot (FRA) · nem vívtak                                           | 2.         | 4. csoport · Ladislau Rohony (ROU) · 5-4 · Jacques Lefèvre (FRA) · 5-4 · Michael D'Asaro Sr. (USA) · 5-3 · Kárpáti Rudolf (HUN) · 4-5 · Wilfried Wöhler (EUA) · 3-5                                                     | 3.               | 2. csoport · Jakov Rilszkij (URS) · 5-3 · Gerevich Aladár (HUN) · 5-4 · Jerzy Pawłowski (POL) · 1-5 · Horváth Zoltán (HUN) · 4-5 · Jacques Roulot (FRA) · 3-5 · Rájátszás: · Gerevich Aladár (HUN) · 5-1 · Jakov Rilszkij (URS) · 3-5             | 3. Rájátszás: 1. | Döntő csoport · Kárpáti Rudolf (HUN) · 5-3 · Claude Arabo (FRA) · 5-4 · Jerzy Pawłowski (POL) · 5-3 · David Tisler (URS) · 5-4 · Horváth Zoltán (HUN) · 3-5 · Wojciech Zabłocki (POL) · 4-5 · Jakov Rilszkij (URS) · 4-5 · Rájátszás: 2.-5. helyért · Horváth Zoltán (HUN) · 5-4 · Wojciech Zabłocki (POL) · 5-3 · Claude Arabo (FRA) · 3-5 | 3. Rájátszás: 2. |             |
| Pierluigi Chicca                                                                                       | Kard, egyéni      | 11. csoport · Jushar Haschja (INA) · 5-1 · Michael Amberg (GBR) · 5-3 · Brian Pickworth (NZL) · 5-4 · Wojciech Zabłocki (POL) · 2-5 · Juan Paladino (URU) · 4-5                                           | 3.         | 6. csoport · David Tisler (URS) · 5-3 · Marcel Van Der Auwera (BEL) · 5-4 · Ryszard Zub (POL) · 3-5 · Allan Kwartler (USA) · 4-5 · Josef Wanetschek (AUT) · 3-5 · Rájátszás: · Marcel Van Der Auwera (BEL) · 3-5 | 5.         | kiesett | kiesett          | kiesett | kiesett          | kiesett | kiesett          | helyezetlen |
| Roberto Ferrari                                                                                        | Kard, egyéni      | 8. csoport · Alfonso Morales (USA) · 5-4 · Ralph Cooperman (GBR) · 5-1 · Raoul Barouch (TUN) · 5-2 · Emilio Echeverry (COL) · 5-0 · Dumitru Mustață (ROU) · 3-5                                           | 1.         | 5. csoport · Wilfried Wöhler (EUA) · 5-1 · Daniel Sande (ARG) · 5-3 · Alexander Leckie (GBR) · 5-4 · Kárpáti Rudolf (HUN) · 3-5 · Teodoro Goliardi (URU) · nem vívtak                                            | 2.         | 2. csoport · Horváth Zoltán (HUN) · 5-4 · Ryszard Zub (POL) · 5-2 · Marcel Van Der Auwera (BEL) · 5-2 · Alfonso Morales (USA) · 5-3 · Jakov Rilszkij (URS) · 1-5                                                        | 2.               | 1. csoport · Claude Arabo (FRA) · 5-3 · Ladislau Rohony (ROU) · 5-4 · Kárpáti Rudolf (HUN) · 3-5 · David Tisler (URS) · 4-5 · Wojciech Zabłocki (POL) · 4-5 · Rájátszás: · Wojciech Zabłocki (POL) · 4-5                                          | 5.               | kiesett | kiesett          | helyezetlen |
| Aldo Aureggi Luigi Carpaneda Mario Curletto Edoardo Mangiarotti Alberto Pellegrino                     | Tőr, csapat       | 3. csoport · Románia (ROU) · 9-2 | 1.         | erőnyerő |            | Egyesült Államok (USA) · 9-0 |                  | Magyarország (HUN) · 8 (68)-8 (65) |                  | Szovjetunió (URS) · 4-9 |                  |             |
| Giuseppe Delfino Edoardo Mangiarotti Fiorenzo Marini Carlo Pavesi Alberto Pellegrino Gianluigi Saccaro | Párbajtőr, csapat | 1. csoport · Egyesült Államok (USA) · 9-2 · Portugália (POR) · 9-7 | 1.         | erőnyerő |            | Svédország (SWE) · 9-3 |                  | Szovjetunió (URS) · 9-6 |                  | Nagy-Britannia (GBR) · 9-5 |                  |             |
| Giampaolo Calanchini Wladimiro Calarese Pierluigi Chicca Roberto Ferrari Mario Ravagnan                | Kard, csapat      | 4. csoport · Románia (ROU) · 9-3 · Portugália (POR) · 9-2 | 1.         | erőnyerő |            | Franciaország (FRA) · 9-7 |                  | Magyarország (HUN) · 6-9 |                  | Bronzmérkőzés · Egyesült Államok (USA) · 9-6 |                  |             |

Női
| Versenyző                                                                   | Versenyszám | Csoportkör | Csoportkör | Csoportkör | Csoportkör  | Csoportkör               | Csoportkör | Csoportkör                                        | Csoportkör | Helyezés    |
| Versenyző                                                                   | Versenyszám | 1. kör | 1. kör     | Negyeddöntő | Negyeddöntő | Elődöntő                 | Elődöntő   | Döntő                                             | Döntő      | Helyezés    |
| Versenyző                                                                   | Versenyszám | Ellenfél Eredmény | Hely.      | Ellenfél Eredmény | Hely.       | Ellenfél Eredmény        | Hely.      | Ellenfél Eredmény                                 | Hely.      | Helyezés    |
| --------------------------------------------------------------------------- | ----------- | --- | ---------- | --- | ----------- | ------------------------ | ---------- | ------------------------------------------------- | ---------- | ----------- |
| Irene Camber                                                                | Tőr, egyéni | 4. csoport · Monique Leroux (FRA) · 4-1 · Margaret Stafford (GBR) · 4-3 · Helga Gnauer (AUT) · 4-1 · Ingrid Sander (VEN) · 4-2 · Elżbieta Pawlas (POL) · 0-4                                            | 2.         | 4. csoport · Régine Veronnet (FRA) · 4-1 · Christina Lagerwall (SWE) · 4-0 · Nyári Magda (HUN) · 1-4 · Heidi Schmid (EUA) · 3-4 · Traudl Ebert (AUT) · 3-4 · Alekszandra Zabelina (URS) · 1-4 | 6.          | kiesett                  | kiesett    | kiesett                                           | kiesett    | helyezetlen |
| Bruna Colombetti                                                            | Tőr, egyéni | 3. csoport · Christina Lagerwall (SWE) · 4-1 · Claude Wallet (BEL) · 4-1 · Norma Santini (VEN) · 4-3 · Johanna Winter (AUS) · 4-2 · Rosemarie Scherberger (EUA) · 2-4 · Traudl Ebert (AUT) · nem vívtak | 2.         | 2. csoport · Helga Mees (EUA) · 4-1 · Monique Leroux (FRA) · 4-1 · Szabó Orbán Olga (ROU) · 3-4 · Pilar Roldán (MEX) · 2-4 · Galina Gorohova (URS) · 2-4 · Maria Grötzer (AUT) · 3-4          | 6.          | kiesett                  | kiesett    | kiesett                                           | kiesett    | helyezetlen |
| Antonella Ragno                                                             | Tőr, egyéni | 7. csoport · Marie Melchers (BEL) · 4-1 · Wanda Fukała-Kaczmarczyk (POL) · 4-2 · Zus Undapp (INA) · 4-0 · Szabó Orbán Olga (ROU) · 1-4 · Nina Kleijweg (NED) · nem vívtak                               | 3.         | 1. csoport · Elly Botbijl (NED) · 4-1 · Maria Vicol (ROU) · 3-4 · Valentyina Rasztvorova (URS) · 2-4 · Rejtő Ildikó (HUN) · 1-4 · Sylwia Julito (POL) · nem vívtak                            | 4.          | kiesett                  | kiesett    | kiesett                                           | kiesett    | helyezetlen |
| Irene Camber Velleda Cesari Bruna Colombetti Claudia Pasini Antonella Ragno | Tőr, csapat | 1. csoport · Szovjetunió (URS) · 4-9 · Venezuela (VEN) · 13-3 | 2.         | Lengyelország (POL) · 9-5 |             | Magyarország (HUN) · 3-9 |            | Bronzmérkőzés · Egyesült Német Csapat (EUA) · 9-2 |            |             |

## Vízilabda
| Olasz férfi vízilabdacsapat-játékoskeret                                                                     | Olasz férfi vízilabdacsapat-játékoskeret                                                              |
| --- | --- |
| - Amedo Ambron - Danio Bardi - Giuseppe D’Altrui - Salvatore Gionta - Giancarlo Guerrini - Franco Lavoratori | - Gianni Lonzi - Luigi Mannelli - Rosario Parmegiani - Eraldo Pizzo - Dante Rossi - Brunello Spinelli |

### Eredmények
Csoportkör
A csoport
| Csapat                          | M | Gy | D | V | G+ | G– | Gk  | P |
| ------------------------------- | - | -- | - | - | -- | -- | --- | - |
| Olaszország (ITA)               | 3 | 3  | 0 | 0 | 21 | 8  | +13 | 6 |
| Románia (ROU)                   | 3 | 2  | 0 | 1 | 12 | 5  | +7  | 4 |
| Egyesült Arab Köztársaság (RAU) | 3 | 0  | 1 | 2 | 7  | 17 | –10 | 1 |
| Japán (JPN)                     | 3 | 0  | 1 | 2 | 5  | 15 | –10 | 1 |

| 1960. augusztus 25. 21:30 | Olaszország (ITA) | 4 – 3 | Románia (ROU) |  |
| 1960. augusztus 25. 21:30 | (2 – 1)           |       |               |  |
| 1960. augusztus 25. 21:30 |                   |       |               |  |

| 1960. augusztus 26. 22:40 | Olaszország (ITA) | 8 – 1 | Japán (JPN) |  |
| 1960. augusztus 26. 22:40 | (2 – 1)           |       |             |  |
| 1960. augusztus 26. 22:40 |                   |       |             |  |

| 1960. augusztus 27. 21:50 | Olaszország (ITA) | 9 – 4 | Egyesült Arab Köztársaság (RAU) |  |
| 1960. augusztus 27. 21:50 | (6 – 2)           |       |                                 |  |
| 1960. augusztus 27. 21:50 |                   |       |                                 |  |

Középdöntő
1. csoport
A táblázat tartalmazza az A csoportban lejátszott Olaszország – Románia 4–3-as eredményt.
| Csapat                      | M | Gy | D | V | G+ | G– | Gk | P |
| --------------------------- | - | -- | - | - | -- | -- | -- | - |
| Olaszország (ITA)           | 3 | 3  | 0 | 0 | 9  | 3  | +6 | 6 |
| Szovjetunió (URS)           | 3 | 2  | 0 | 1 | 8  | 8  | 0  | 4 |
| Románia (ROU)               | 3 | 0  | 1 | 2 | 8  | 10 | –2 | 1 |
| Egyesült Német Csapat (EUA) | 3 | 0  | 1 | 2 | 7  | 11 | –4 | 1 |

| 1960. augusztus 30. 22:30 | Olaszország (ITA) | 3 – 0 | Egyesült Német Csapat (EUA) |  |
| 1960. augusztus 30. 22:30 | (1 – 0)           |       |                             |  |
| 1960. augusztus 30. 22:30 |                   |       |                             |  |

| 1960. augusztus 31. 24:00 | Olaszország (ITA) | 2 – 0 | Szovjetunió (URS) |  |
| 1960. augusztus 31. 24:00 | (1 – 0)           |       |                   |  |
| 1960. augusztus 31. 24:00 |                   |       |                   |  |

Döntő csoport
| 1960. szeptember 2. 23:30 | Olaszország (ITA) | 2 – 1 | Jugoszlávia (YUG) |  |
| 1960. szeptember 2. 23:30 | (1 – 0)           |       |                   |  |
| 1960. szeptember 2. 23:30 |                   |       |                   |  |

| 1960. szeptember 3. 22:50 | Magyarország (HUN) | 3 – 3 | Olaszország (ITA) |  |
| 1960. szeptember 3. 22:50 | (3 – 2)            |       |                   |  |
| 1960. szeptember 3. 22:50 |                    |       |                   |  |

A táblázat tartalmazza a középdöntőben lejátszott Olaszország – Szovjetunió 2–0-ás eredményt.
| Csapat             | M | Gy | D | V | G+ | G– | Gk | P |
| ------------------ | - | -- | - | - | -- | -- | -- | - |
| Olaszország (ITA)  | 3 | 2  | 1 | 0 | 7  | 4  | +3 | 5 |
| Szovjetunió (URS)  | 3 | 1  | 1 | 1 | 7  | 8  | –1 | 3 |
| Magyarország (HUN) | 3 | 0  | 2 | 1 | 7  | 8  | –1 | 2 |
| Jugoszlávia (YUG)  | 3 | 1  | 0 | 2 | 6  | 7  | –1 | 2 |

| Csapat            | Helyezés |
| ----------------- | -------- |
| Olaszország (ITA) |          |